# Pedro de Córdoba (pintor)

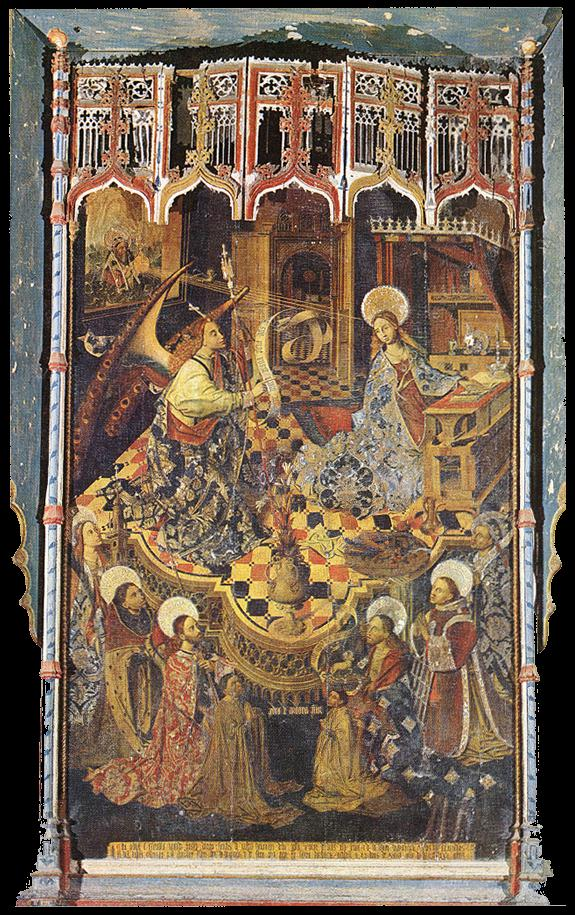
Altar de la Encarnación, 1475, temple sobre tabla, Mezquita-Catedral de Córdoba.

Pedro de Córdoba (f. 1475-1493) fue un pintor de estilo hispano flamenco activo en Córdoba.
Escasamente documentado, Pedro de Córdoba es autor del excepcional Altar de la Encarnación pintado para la capilla de la Encarnación de la Mezquita-catedral de Córdoba por encargo del canónigo Diego Sánchez de Castro, firmada y fechada con todo detalle el día de su conclusión, el 20 de marzo de 1475. Obra de gran tamaño y compleja composición, concebida con un punto de vista elevado y profundas perspectivas, muestra a María anunciada y el arcángel Gabriel vestidos con ricos brocados ocupando el espacio central, sobre una tarima de azulejos, y seis santos y dos donantes a menor escala en primer término, separados por un pretil de tracería gótica.
Por la semejanza en el tratamiento escultórico de las figuras y la rica ornamentación de los brocados se le atribuye una tabla del Museo de Bellas Artes de Córdoba con san Nicolás de Bari, procedente de la parroquia de San Nicolás de la Villa donde, según Manuel González Guevara, había otras dos tablas suyas perdidas ya cuando él escribía. Se encontraba al parecer activo en 1493 cuando en Córdoba se redactaron las Ordenanzas de pintores.